# The Walkman
«The Walkman» es una canción interpretada por el músico estadounidense Bob James, publicada a través de su propio sello discográfico, Tappan Zee, como la canción de apertura del lado B de su álbum H (1980).

## Recepción de la crítica
En una reseña para AllMusic, Thom Jurek llamó a la canción, “el clásico de piedra de este set”. El añadió: “En un tiempo sólido de 4/4, es toda una pista de baile, aunque con algo de espacio mental ambiental: hay una línea de bajo que se filtra, las capas de teclados de pista de baile funky de James y su solo de piano acústico de registro alto. La canción recibe una dimensión adicional gracias a los rellenos de guitarra ordenados pero completamente funky de Bullock, tocada y cantada en solitario (al estilo de George Benson)”.

## Créditos y personal
Créditos adaptados desde las notas de álbum.
Músicos
- Bob James – piano acústico, Fender Rhodes, sintetizador Oberheim Polyphonic
- Hiram Bullock – guitarra eléctrica, voces
- Gary King – guitarra bajo
- Buddy Williams – batería
- Leonard “Doc” Gibbs – percusión

Personal técnico
- Bob James – productor
- Joe Jorgensen – ingeniero de audio
- Mark Chusid – ingeniero asistente
- Brian McGee – ingeniero asistente
- Vlado Meller – masterización
- Marion Orr – coordinador